# ヨシュア (ヘンデル)

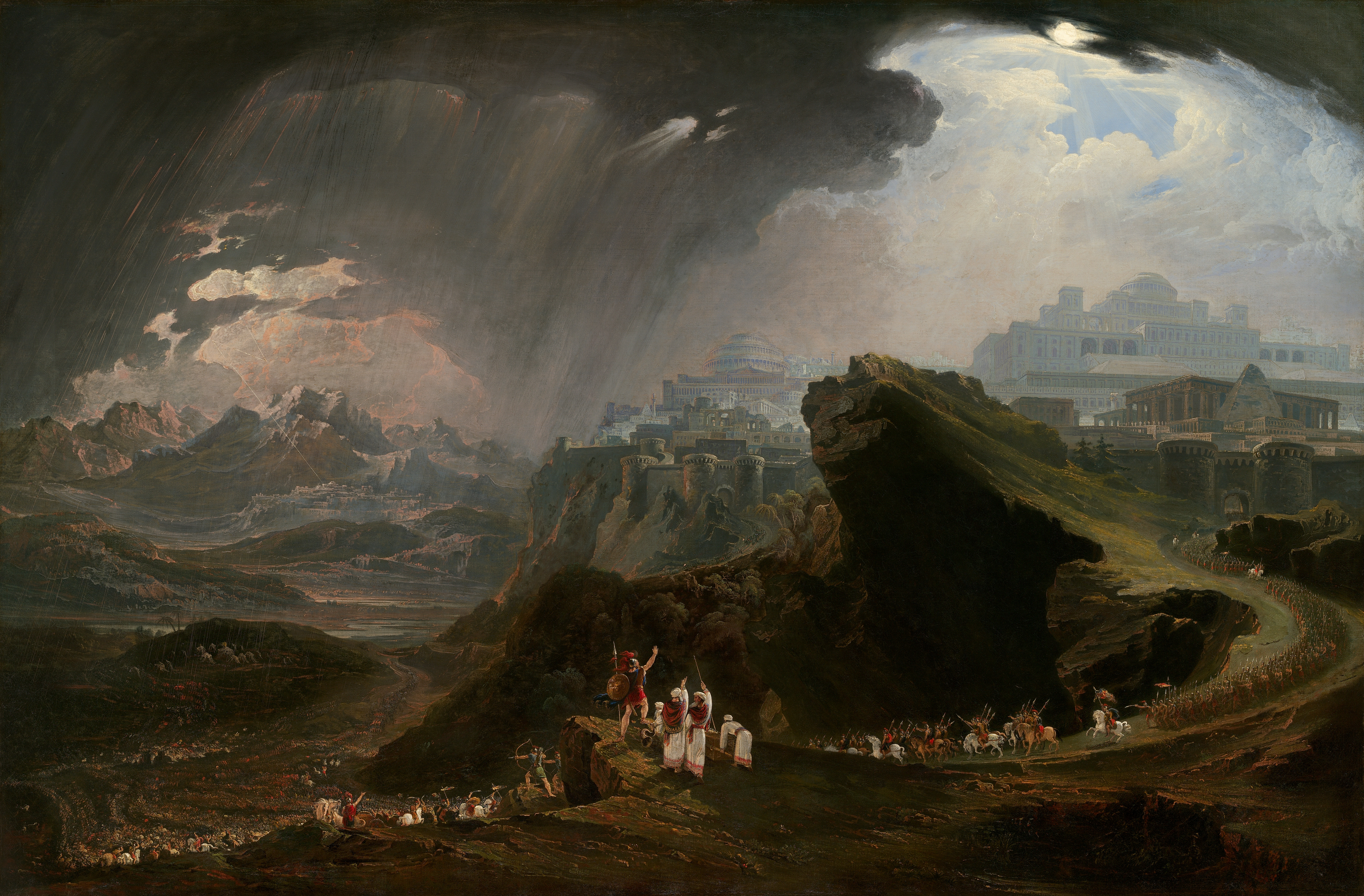
ギブオンで太陽の動きを止めるヨシュア。ジョン・マーティン画

『ヨシュア』（Joshua）HWV 64は、ゲオルク・フリードリヒ・ヘンデルが1747年に作曲し、翌1748年に初演した英語のオラトリオ。旧約聖書の「ヨシュア記」にもとづく。『機会オラトリオ』『ユダス・マカベウス』『アレクサンダー・バルス』と並んで、軍国主義的なオラトリオ四部作をなす。
『ユダス・マカベウス』の合唱曲として知られる「見よ、勇者は還る」は、本来は『ヨシュア』の中の曲で、1750年に『ユダス・マカベウス』を再演したときに転用されたものである。

## 概要
台本は、『ユダス・マカベウス』と同じくトマス・モーレルによって書かれた。オトニエルとアクサは本来「ヨシュア記」15章（本作では第3幕後半に相当）でごく簡単に述べられている人物だが、モーレルは第1幕から活躍させている。
ヘンデルは、『アレクサンダー・バルス』完成後の7月19日に作業をはじめ、1か月後の8月19日に完成した。
曲はヘンデルの他のオラトリオよりもかなり短い。序曲も通常のフランス風序曲ではなく切りつめられている。また、ゴットリープ・ムッファトから2曲、自分の旧作から少なくとも5曲の借用も行っている。1752年の再演時には『ソロモン』の序曲を借用した。
1748年3月9日にコヴェント・ガーデンで初演され、シーズン中に合計4回上演された。『サムソン』以降に書かれたオラトリオ作品としては、『ヨシュア』は興行的に『ユダス・マカベウス』に次ぐ成功を得た。
ハイドンは1791年にウェストミンスター寺院でのヘンデル演奏会でこの曲を聞いている。

## 登場人物
- ヨシュア：テノール - イスラエル人の指導者。
- カレブ：バス - ユダ族の代表。
- アクサ：ソプラノ - カレブの娘。
- オトニエル：アルト - イスラエルの戦士。カレブの甥。
- 天使：テノール[3]

## あらすじ

### 第1幕
ヨルダン川を渡ったイスラエル人はギルガルを拠点とする。
天使がヨシュアの前に現れて、エリコを滅ぼさなければならないと伝える。ヨシュアは戦いの準備を急がせる。
音楽は牧歌調に変わる。オトニエルはアクサに会い、二重唱を歌う。しかしトランペットの響きが聞こえ、オトニエルは戦いに赴く。

### 第2幕
イスラエル軍は7日めに契約の箱をかついでエリコの町をまわり、トランペットと角笛を鳴らす。町の壁は崩れる。ヨシュアとイスラエル人の合唱が神をたたえる(Glory to God)。カレブは町の破壊の仕方を教える。
イスラエル人は過ぎ越しの祭を執り行う。カレブはアイでイスラエルが敗北したことを告げ、嘆きの合唱が続く(How soon our tow'ring hopes are cross'd)。ヨシュアは人々を奮い立たせる(With redoubled rage return)。
オトニエルはアクサとの逢瀬を楽しもうとするが、戦闘中に何事かとカレブに叱責される。カレブは敵のエルサレム王アドニ・ツェデクがギブオンを攻撃していることを伝え、オトニエルはふたたび戦いのために立ち上がる。
イスラエル人は神に従ってギブオンで戦う。ヨシュアは太陽の動きをギブオンの上で止め(O thou bright orb)、それを利用して敵を討つ。

### 第3幕
合唱がヨシュアをたたえる。ヨシュアはモーセの時代の約束に従い、カレブにヘブロンを与える。カレブとユダ族は神を賛美する(Shall I in Mamre's fertile plain)。
オトニエルはデビルの町がまだ敵に支配されていると指摘する。カレブはデビルを征服した者に娘を与えることを約束し、喜んだオトニエルはひとりでデビルを征服する。ヨシュアとイスラエル人の合唱がオトニエルを英雄として賛美する(See, the conqu'ring hero comes)。アクサは喜び、オトニエルと二重唱を歌う。神をたたえる合唱で曲を終える。